# Saint-Marin au Concours Eurovision de la chanson 2018
Saint-Marin est un des quarante-trois pays participants du Concours Eurovision de la Chanson 2018 à Lisbonne au Portugal. Cette participation est marquée par l'introduction d'un nouveau mode de sélection pour choisir le représentant du pays : une finale nationale en ligne, intitulée 1in360. À la suite de cette sélection, Jessika et Jenifer Brening sont désignées représentantes du pays avec leur chanson Who We Are. Elles terminent à la 17e place de leur demi-finale, recevant 28 points au total, et sont donc éliminées.

## Sélection
Saint-Marin a annoncé sa participation le 17 octobre 2017 avec l'annonce d'un mode de sélection différent des années précédentes. En effet, le représentant du pays sera sélectionné via une finale nationale en ligne, en partenariat avec le site Internet 1in360.

### Format
Cette sélection se déroule en plusieurs phases.
Dans un premier temps, chanteurs du monde entier ont pu soumettre une candidature sur le site internet dédié entre le 17 octobre 2017 et le 30 novembre 2017. À la fin de cette période, plus de 1 000 candidatures ont été reçues.
Par la suite, dix candidats seront sélectionnés pour participer à des shows diffusés en direct via satellite et sur Internet. Ces dix personnes ne seront pas toutes sélectionnées de la même façon. Ainsi :
- Une première wildcard sera accordée par les fanclubs européens de l'Eurovision. Un droit de vote est accordé aux différentes branches de l'Organisation générale des amateurs de l'Eurovision ainsi qu'à différents groupes[3] afin de désigner un des candidats parmi une liste de 70 candidats[4].
- Une deuxième wildcard sera accordée à l'artiste ayant reçu les plus de likes sur le site Internet 1in360 pendant la période de vote, du 1er décembre 2017 au 10 décembre 2017[2].
- Une troisième wildcard sera choisie par le diffuseur SMRTV parmi les artistes saint-marinais ayant soumis une candidature[5].
- Les sept artistes restants seront choisis par un jury d'experts. Le jury n'examinera que les candidatures n'ayant reçu plus de 100 likes lors de la période de vote. Une autre possibilité donnée aux candidats souhaitant voir leur candidature examinée par les jurys quoi qu'il arrive est de payer la somme de 4,99 €[1].

Par la suite, sept émissions permettront de réduire le nombre de candidats jusqu'à un total de trois. Les chansons qu'interpréteront ces trois finalistes seront choisies par une collaboration entre le diffuseur et les chanteurs concernés. Le chanteur qui recevra le plus de votes lors de la finale représentera Saint-Marin avec la chanson qu'il aura interprété.

### Candidats aux shows
Il a été annoncé le 5 décembre 2017 que la première wildcard — accordée par les fanclubs européens — a été remportée par Emma Sandström, artiste Finlandaise qui avait déjà participé à la sélection de son pays en 2017, où elle était arrivée en 3e position avec sa chanson Circle of Light.
Le 11 décembre, il a été annoncé que la deuxième wildcard — accordée par le vote en ligne — a été remportée par l'Italien Giovanni Montalbano.
Enfin, la troisième wildcard — réservée aux artistes Saint-Marinais — a été annoncée le 20 décembre 2017 comme étant l'artiste Irol.
Les huit artistes restants ont été annoncés le 23 décembre 2017. Ils sont :
- la Norvégienne Camilla North
- le Maltais Franklin Calleja
- l'Allemande Jenifer Brening
- la Maltaise Jessika Muscat
- l'Israélien Judah Gavra
- l'Allemand Sebastian Schmidt
- l'Autrichienne Sara de Blue
- le Zimbabwéen Tinashe Makura

Initialement, Franklin Calleja et Jessika Muscat devait concourir en duo. Finalement, leur participation sera séparée et le nombre de candidats aux émissions en direct est donc porté à onze.

### Émissions
Les émissions furent tournées à Bratislava en Slovaquie, après des répétitions réalisées à Vienne en Autriche.
Les deux demi-finales, destinées à choisir les chansons qu'interprèteront les artistes lors de la finale, ont été enregistrées et diffusées sur SMRTV et en livestream sur YouTube. 

#### Demi-finales
- Chanson sélectionnée pour la finale

| Ordre | Artiste                   | Chanson (demi-finale 1)          | Chanson (demi-finale 2) |
| ----- | ------------------------- | -------------------------------- | ----------------------- |
| 1     | Emma Sandström            | Diamonds                         | Hold On                 |
| 2     | IROL (Lorenzo Salvatori)  | Stuck Without Me (feat. Jessika) | Sorry (feat. Basti)     |
| 3     | Giovanni Montalbano       | Per Quello Che Mi Dai            | Immenso                 |
| 4     | Basti (Sebastian Schmidt) | In The Moonlight                 | Stay                    |
| 5     | Judah Gavra               | Stay                             | In The Moonlight        |
| 6     | Tinashe Makura            | We Are One                       | Free Yourself           |
| 7     | Jessika                   | Who We Are (feat. IROL)          | Out Of The Twilight     |
| 8     | Sara de Blue              | Until The Morning Light          | Out Of The Twilight     |
| 9     | Jenifer Brening           | Sorry                            | Until The morning Light |
| 10    | Franklin Calleja          | Best Years Of Your Lives         | Stay                    |
| 11    | Camilla North             | Free Yourself                    | Yo No Soy Tu Chica      |

#### Finale
La finale s'est déroulée le samedi 3 mars 2018, en direct de Bratislava, à 21h CET.
| Ordre | Artiste                     | Chanson                 | Jury | Vote en ligne | Total | Place |
| ----- | --------------------------- | ----------------------- | ---- | ------------- | ----- | ----- |
| 1     | Camilla North               | Yo No Soy Tu Chica      | 5    | 12            | 17    | 5     |
| 2     | Judah Gavra                 | Stay                    | 0    | 1             | 1     | 11    |
| 3     | Tinashe Makura              | Free Yourself           | 3    | 3             | 6     | 7     |
| 4     | Giovanni Montalbano         | Per Quello Che Mi Dai   | 6    | 12            | 18    | 4     |
| 5     | IROL ft. Basti              | Sorry                   | 2    | 0             | 2     | 10    |
| 6     | Jessika ft. Jenifer Brening | Who We Are              | 10   | 12            | 22    | 1     |
| 7     | Basti                       | Stay                    | 1    | 4             | 5     | 9     |
| 8     | Emma Sandström              | Diamonds                | 4    | 2             | 6     | 7     |
| 9     | Sara de Blue                | Out Of The Twilight     | 8    | 12            | 20    | 2     |
| 10    | Jenifer Brening             | Until The Morning Light | 7    | 12            | 19    | 3     |
| 11    | Franklin Calleja            | Stay                    | 12   | 5             | 17    | 5     |

## À l'Eurovision
Saint-Marin a participé à la deuxième demi-finale, le 10 mai 2018. Ne recevant que 28 points, le pays termine 17e en demi-finale et échoue à se qualifier pour la finale. Il reçoit cependant la note maximale, de 12 points, de la part du télévote maltais. C'est la première fois que le pays reçoit 12 points.